# 26. oktober
26. oktober er dag 299 i året i den gregorianske kalender (dag 300 i skudår). Der er 66 dage tilbage af året.
Amandus dag. Var en meget afholdt biskop fra Maastricht i Holland, som døde i 679.

### Begivenheder
Født - Dødsfald
- 1863 - Internationalt Røde Kors stiftes af Henri Dunant. Krigen i 1864 mellem Østrig-Preussen og Danmark året efter bliver den første krig, hvor Røde Kors kommer i aktion.
- 1881 - Skudduellen ved O.K. Corral: Den mest berømte skudduel i ”Det Vilde Vesten” i USA finder sted, da Earp-brødrene Wyatt, Morgan og Virgil sammen med John ”Doc” Holliday sætter en stopper for Clanton-banden.
- 1905 - Ved Karlstad-konventionen bliver Norge omsider en selvstændig stat, da det sidste bånd til Sverige kappes. Siden 1814 havde Norge haft konge og udenrigspolitik fælles med Sverige.
- 1947 - Den britiske militære besættelse af Irak slutter.
- 1949 - Danmarks første selvbetjeningsbutik åbner.
- 1955 - Østrig erklærer landet for neutralt, efter at de sidste allierede tropper har forladt landet.
- 1956 - Anna Lund Lorentzen og Grethe Bartram, de to eneste kvinder, der blev dødsdømt ved retsopgøret efter besættelsen, men senere benådet til livsvarigt fængsel, løslades.
- 1958 - En venskabskamp i fodbold i Stockholm mellem Sverige og Danmark ender med 4-4.
- 1965 - Den britiske Dronning Elizabeth den 2. tildeler popgruppen The Beatles ordenen ”Order of the British Empire”.
- 1978 - Danmark taber i Belfast 2-1 til Nordirland i fodbold.
- 1979 - Sydkoreas præsident Park Chung Hee dræbes ved en fest af en gammel ven, lederen af det sydkoreanske efterretningstjeneste Kim Jaegyu. Denne henrettes senere for drabet.
- 1985 - Den amerikanske popsangerinde Whitney Houston får sit første nr. 1 hit i USA, da "Saving All My Love For You" når førstepladsen på den amerikanske Billboard Hot 100.[1]
- 1990 - Amerikaneren Evander Holyfield bliver verdensmester i professionel sværvægtsboksning, da han i Las Vegas, USA, besejrer den forsvarende mester, landsmanden James Douglas på knockout i tredje omgang. Det er Holyfields 25. sejr i træk - og den 21. på knockout.
- 1990 - Canadieren Sean Shannon præsterer i en radioudsendelse fra Oxford at fremsige hele Hamlets monolog på 260 ord på blot 24 sekunder. Det svarer til 650 ord i minuttet, og gør ham dermed til den hurtigst talende nogensinde.
- 1994 - Israels ministerpræsident, Yitzhak Rabin, og Jordans ministerpræsident, Abdul-Salam al-Majali, underskriver en fredsaftale på den israelsk-jordanske grænse, og afslutter dermed 46 års krigstilstand.
- 2000 - PlayStation 2 frigives på markedet.
- 2001 - Dagen er udnævnt til "Spil Dansk Dagen" af KODA, og flere organisationer og institutioner, herunder DR følger parolen og spiller udelukkende dansk musik.
- 2002 - Moskva Teater-belejringen afsluttes. Omkring 50 tjetjenske oprørere og 150 gidsler omkommer, da russiske specialstyrker stormer det teater i Moskva, som var blevet besat af oprørerne tre dage tidligere.

### Født
- 1685 - Domenico Scarlatti, italiensk komponist (død 1757).
- 1694 - Johan Helmich Roman, svensk komponist (død 1758).
- 1759 - Georges Danton, fransk revolutionsleder (død 1794).
- 1819 - Meïr Aron Goldschmidt, dansk-jødisk forfatter, satiriker og politisk iagttager (død 1887).
- 1858 - Mathilde Nielsen, dansk skuespiller (død 1945).
- 1862 - Hilma af Klint,  svensk kunstner, antroposof (død 1944).
- 1873 - Thorvald Stauning, dansk statsminister (død 1942).
- 1978 - Valdemar Schiøler Linck, dansk skuespiller (død 1952).
- 1880 - Knud Kristensen, dansk statsminister (død 1962).
- 1883 - Ole Chievitz, dansk læge og modstandsmand (død 1946).
- 1890 - Percy Howard Hansen, dansk soldat i engelsk tjeneste, som blev dekoreret med Viktoriakorset (død 1951).
- 1911 - Mahalia Jackson, amerikansk sanger (død 1972).
- 1912 - Don Siegel, amerikansk filminstruktør (død 1991).
- 1914 - Betty Helsengreen, dansk skuespiller (død 1956).
- 1916 - François Mitterrand, fransk politiker og præsident (død 1996).
- 1919 - Mohammad Reza Pahlavi, i 1941 shah af Iran (død 1980).
- 1925 - Lars Chemnitz, tidligere grønlandsk landsstyreformand (død 2006).
- 1941 - Harald Nielsen, dansk tidl. fodboldspiller (død 2015).
- 1942 - Bob Hoskins, engelsk skuespiller (død 2014).
- 1944 - Jim McCann, irsk sanger og guitarist fra The Dubliners (død 2015).
- 1946 - Niels Fredborg, dansk tidl. cykelrytter.
- 1947 - Hillary Clinton, amerikansk politiker og eks-præsidentfrue.
- 1955 - Ole Stephensen, dansk journalist og tv-vært (død 2019).
- 1967 - Mads Lebech, dansk politiker og borgmester på Frederiksberg.
- 1977 - Louise Schack Elholm, dansk politiker.

### Dødsfald
- 1826 - Philippe Pinel, fransk sindssygelæge (født 1745)
- 1910 - P. Knudsen, dansk politiker, partiformand og fagforeningsmand (født 1848).
- 1967 - Maria Garland, dansk skuespiller (født 1889).
- 1967 - Victor Montell, dansk skuespiller (født 1886).
- 1972 - Igor Sikorsky, russisk opfinder (født 1889).
- 1979 - Park Chung Hee, Sydkoreas præsident (født 1917).
- 1995 - Wilhelm Freddie, dansk kunstmaler (født 1909).
- 1999 - Troels Fink, dansk historiker (født 1912).
- 2007 - Jørgen Falck, dansk direktør (født 1921).

|  | Denne datoartikel kan blive bedre, hvis der indsættes et (bedre) billede Du kan hjælpe ved at afsøge Wikimedia Commons for et passende billede eller uploade et godt billede til Wikimedia Commons iht. de tilladte licenser og indsætte det i artiklen. |

1. ↑  Whitney Houston earns her first #1 hit with “Saving All My Love For You”, history.com